# Derrioides hypenissa
Derrioides hypenissa là một loài bướm đêm trong họ Geometridae.